# アンプラグド
アンプラグド（英: unplugged）は、電力を使用しない楽器で演奏される音楽である。MTVにより商標登録されているため、一般的に「プラグレス」と表現・表記される。

## 概要
直訳は「プラグを抜いた」という意味であり、電子・電気楽器が一般化した今日、ピアノ、コントラバス、ドラムセットなどといった電子装置を使用しない楽器を使った演奏スタイルの総称。
電力を使わないのは楽器、演奏に関わる部分であるため、コンサートの規模が大きい場合は、楽器や演奏の音をマイクで集音し、SRを用いるのが一般的である。また、照明、空調、放送機器など演奏に関係ない部分には電力が使われる。制限が緩い場合もあり、アコースティック・ギターにピックアップを取り付けたり、エレクトリックアコースティックギターにプラグを差し込んで集音したり、エフェクター類を通す場合も有る。

アコースティック音楽（Acoustic Music）とも言う。口語で電子装置を使用しない楽器のことを「アンプラグド楽器」（アコースティック楽器）という。